# Lauren Ashburn
Lauren Ashburn ist eine US-amerikanische Moderatorin und Journalistin.

## Leben
Ashburn besitzt einen Bachelor vom Albright College in Reading und einen Master im Fach Journalismus von der Columbia University. Ihr wurde der Albright’s Young Alumna Achievement Award verliehen.
Im Jahr 2010 gründete sie die Ashburn Media Company, eine Medienberatungsfirma.
Sie trat in den darauffolgenden Jahren regelmäßig in den Sendungen PBS News Hour, CBS This Morning, NBC News, und dem Sender MSNBC auf. In der Sendung CBS The Early Show erschien sie in einem Format namens Silver Linings, wo sie während der Rezession in den USA positive Dinge, die Menschen erreichten, in den Vordergrund stellte. Sie arbeitete bis Juli 2013 für The Daily Beast und folgte dann Howard Kurtz, mit dem sie auf der Plattform gearbeitet hatte zu Fox News. Von Herbst 2013 bis Herbst 2014 war sie Mitarbeiterin von Fox News, ihr Vertrag wurde jedoch nicht verlängert. Ashburn war Gründerin von Daily-Download. Als sie jedoch genauso wie ihr Mitgründer Howard Kurtz bei Fox News begann zu arbeiten, wurde die Seite abgeschaltet.
Im Dezember 2015 gab Michael Warsaw, CEO von EWTN bekannt, dass Ashburn als Korrespondentin im Weißen Haus für EWTN News Nightly beschäftigt werden würde. Warsaw stellt dabei ihre Erfahrung und ihre Fähigkeiten als Journalistin heraus und beschrieb, dass diese in Kombination mit ihrem Glauben EWTN sehr nützen werden. Sie reiste im Jahr 2017 in den Irak für eine Dokumentation über die Verfolgung von Christen. Sie trat auch vor dem Repräsentantenhaus auf und berichtete über die Hilfe für christliche Überlebende der ISIS Attacken.
In ihren Reportagen berichtete Ashburn über 9/11 und fünf Präsidentenwahlen. Sie interviewte Präsidenten, Botschafter, Beamte des Vatikans und Abgeordnete. Dazu gehörten unter anderem Mike Pompeo und Mike Pence. Sie wurde spätestens Anfang 2017 als Nachfolgerin von Brian Patrick Moderatorin von EWTN News Nightly. Sie verließ die Sendung im Juli 2019 um mehr Zeit mit ihrer Familie zu verbringen. Kurzfristig, bis ein dauerhafter Ersatz gefunden worden ist, wurde Wyatt Golsby ihr Nachfolger.
Ashburn schrieb für The Daily Beast und The Hill als Mitarbeiterin und Artikel von ihr wurden in The Wall Street Journal, USA Today und Washington Post veröffentlicht. Sie war dabei Chefredakteurin von USA Today Live und Gannett Broadcasting. Als Chefredakteurin für Gannett koordinierte sie Projekte für die 23 Stationen der Plattform und verhandelte mit Werbepartnern.

## Privates
Ashburn ist eine Katholikin, die Pro-Life Ansichten vertritt. Sie lebt in Washington D.C. mit ihrem Ehemann und ihren drei Kindern.